# SPINA-GBeta
SPINA-GBeta ist ein berechneter Biomarker für die Sekretionsleistung pankreatischer Betazellen. Der Parameter drückt die maximale Menge an Insulin aus, die Betazellen pro Zeiteinheit (z. B. pro Sekunde) ausschütten können.
Die Berechnungsmethode beruht auf einem zeitdiskreten mathematischen Modell der Insulin-Glukose-Homöostase, das auf der MiMe-NoCoDI-Plattform für die Modellierung endokriner Regelkreise aufbaut.

## Ermittlung
{\displaystyle {\widehat {G}}_{\beta }} ist von einem mathematischen Modell der Insulin-Glukose-Homöostase und grundlegenden physiologischen Prinzipien hergeleitet. Für diagnostische Zwecke wird der Parameter mit:
{\displaystyle {\widehat {G}}_{\beta }={\frac {[I](\infty )({D}_{\beta }+\left[G\right](\infty ))}{{G}_{3}[G](\infty )}}}
aus Insulin- und Glukosekonzentrationen berechnet. Dabei bedeuten:
[I](∞): Nüchtern-Plasmakonzentration für Insulin (μU/ml)

[G](∞): Nüchtern-Blutzucker (mg/dl)

Dβ: EC50 für Glukose an den Betazellen (7 mmol/l)

G3: Parameter für die Pharmakokinetik (58,8 s/l).

### Referenzbereiche
| Untergrenze | Obergrenze | Maßeinheit |
| ----------- | ---------- | ---------- |
| 0,64        | 3,73       | pmol/s     |

Die Gleichungen und ihre Parameter sind kalibriert für erwachsene Menschen mit einer Körpermasse von 70 kg bzw. einem Blutplasmavolumen von etwa 2,5 Litern.

## Klinische Wertigkeit

### Validität
SPINA-GBeta korreliert signifikant mit dem M-Wert in Glucose-Clamp-Untersuchungen und (besser als HOMA-Beta) mit der Zwei-Stunden-Glukosekonzentration und dem Glukoseanstieg im oralen Glukosetoleranztest (oGTT), mit der subskapularen Hautfaltendicke, der Menge abdominellen Fettgewebes und der HbA1c-Fraktion.
SPINA-GBeta hat den zusätzlichen Vorteil, dass es den HOMA-blinden Bereich, der die Berechnung von HOMA-Beta unmöglich macht, wenn die Glukosekonzentration bei 3,5 mmol/l bzw. 63 mg/dl oder darunter liegt, umgeht. Anders als HOMA-Beta kann SPINA-Beta im gesamten Messbereich sinnvoll berechnet werden.

### Reliabilität
Bei wiederholten Untersuchungen hat SPINA-GBeta eine höhere Wiederholpräzision als HOMA-Beta.

### Klinischer Nutzen
In der FAST-Studie, einer Fall-Kontroll-Studie an 300 Personen aus Deutschland, hat SPINA-GBeta klarer zwischen Personen mit und ohne Diabetes mellitus differenziert als HOMA-Beta.

## Wissenschaftliche Implikationen und andere Anwendungen
Zusammen mit der rekonstruierten Insulin-Rezeptorverstärkung (SPINA-GR) liefert SPINA-GBeta die Grundlage für die Definition eines statischen Dispositionsindex der Insulin-Glukose-Homöostase (SPINA-DI).
In Kombination mit SPINA-GR und Whole-Exom-Sequenzierung hat die Berechnung von SPINA-GBeta geholfen, eine neue Variante des monogenetischen Diabetes (MODY) zu definieren, die durch eine primäre Insulinresistenz gekennzeichnet ist und von einer Missense-Mutation des Gens für den Ryanodin-Rezeptor Typ 2 (RyR2) (p.N2291D) herrührt.

## Pathophysiologische Bedeutung
In verschiedenen Populationen korrelierte SPINA-GBeta mit der Fläche unter der Glukosekurve und den 2-Stunden-Konzentrationen für Glukose, Insulin und Proinsulin im oralen Glukosetoleranztest sowie den Konzentrationen für freie Fettsäuren, Ghrelin und Adiponektin sowie der HbA1c-Fraktion.
Bei Acne inversa, einer entzündlichen Hauterkrankung, ist SPINA-GBeta erhöht und kompensiert damit eine reduzierte Insulinsensitivität. Diese dynamische Kompensation ist unzureichend in einer Untergruppe der Betroffenen. Konsekutiv fällt der statische Dispositionsindex (SPINA-DI) ab, so dass sich ein Diabetes mellitus entwickelt.

## Prädiktive Aspekte
In einer Längsschnittauswertung der NHANES-Studie, einer großen Stichprobe der US-amerikanischen Bevölkerung, über 10 Jahre sagte ein reduzierter SPINA-GBeta-Parameter die Mortalität jeglicher Ursache voraus.